# Sparisoma frondosum
Sparisoma frondosum är en fiskart som först beskrevs av Agassiz, 1831.  Sparisoma frondosum ingår i släktet Sparisoma och familjen Scaridae. IUCN kategoriserar arten globalt som otillräckligt studerad. Inga underarter finns listade i Catalogue of Life.